# Stefan Lindhe
Stefan Lindhe, född 1968, är en svensk historiker och tidigare moderat politiker i Malmö. I det borgerliga koalitionsstyret av Malmö kommun 1991-1994 som leddes av kommunalrådet Joakim Ollén arbetade Lindhe som politisk sekreterare och han var mellan 1994 och 2018 ledamot av kommunfullmäktige. Han arbetade som kommunalråd i Malmö mellan 2010 och 2014 samt var gruppledare för partiet i kommunfullmäktige mellan 2002 och 2014, då han efterträdde Percy Liedholm. Vid kommunalvalet i Malmö 2014 var han den moderata toppkandidaten och efterträdde Anja Sonesson i den rollen. Valresultatet i valet 2014 var gick dåligt för moderaterna och röstetalen minskade i kommunalvalet, landstingsvalet och riksdagsvalet, men med en relativt sett mindre minskning i kommunalvalet. Efter motgången i valet 2014 tillföll den enda moderata kommunalrådsposten i Malmö istället Torbjörn Tegnhammar.
Lindhe är legitimerad gymnasielärare med examen från Växjö universitet samt är fil.mag. med examen från Lunds universitet.

## Uppdrag
Ledamot av kommunfullmäktige Malmö, vice ordförande Malmö Live konserthus AB, Ledamot av regionfullmäktige Skåne.

## Politisk verksamhet
Lindhes politiska verksamhet spänner över ett brett spektrum. Tillsammans med Ilmar Reepalu var han den tongivande politikern i Malmö som verkade för etableringen av den kombinerade kongress-, hotell- och konsertanläggningen Malmö Live.
Under många år har Lindhe även verkat för ett nytt konstmuseum.
Lindhe har bl.a. drivit frågor som att inreda vindar i city så att ungdomar kan få bättre tillgång till centrala billigare lägenheter. Initiativet att bygga en metrotunnel mellan Malmö och Köpenhamn har även drivits på av honom. I kommunfullmäktige har han motionerat om att utveckla malmöringen och skapa fler kollektivtrafiknära bostadsområden i Malmö m.m.
Under perioden i kommunstyrelsens barn- och ungdomsberedning drev han frågan om centraliserad skolförvaltning på grundskoleområdet i syfte att stärka och förbättra skolresultaten. Denna förändring beslutades 2012.
I valrörelsen 2014 drev Lindhe hårt frågorna om att öka Malmös skattekraft genom att göra staden attraktiv för skattebetalare genom t.ex. minskad utflyttning av förvärvsarbetande och ökad byggnation av attraktiva bostäder.